# Ходкевичі

Костеша — герб перших Ходкевичів

Герб Ходкевичів («гриф з мечем»)

Ходке́вичі (біл. Хадкевічы, пол. Chodkiewiczowie) — шляхетський, пізніше магнатський рід Великого князівства Литовського, Руського і Жемантійського та пізніше — Речі Посполитої руського походження. Користувалися гербом Костеша.

## Походження та історія
Походять від Київського православного боярина Ходка (Хведора) Юрієвича, який в 1434 році разом з іншими особами підписав акт унії Великого князівства з Польщею та від Тишка Ходкевича Короневського.
Дослідники, які в XIX—XX ст. займалися генеалогією Ходкевичів, виводили їх від Ходора (Ходзька / Федора) Юрійовича, який, на їхню думку, належав до київських православних бояр. Сучасна литовська дослідниця Гянуце Кіркене прийшла до висновку, що Ходько Юрійович був гродненським православним («русинським») боярином — походив із Городка (Гродненський повіт) — і своїм піднесенням до рівня еліти Великого князівства Литовського було зобов'язаний великому князю Вітовту. На думку Кіркене, Ходько Юрійович ще в 1422 році був одним з підписантів з боку знаті Великого князівства Литовського, Мельнського мирного договору з Тевтонським Орденом. Саме з Ходька, нащадки якого почали писатися як «Ходкевичі», починається піднесення роду до вищої литовської аристократії.
За Кіркене Ходкевичі ще за часів Вітовта, прийняли герб «Костеша» і були включені в гербовое братство. Незважаючи на те що Ходкевичі входили до еліти Великого князівства вони ще довго залишалися православними і підтримували книгодрукування «руською мовою». Сучасний литовський дослідник Рімвідас Петраускас зазначає, що, незважаючи на розгалуження роду Ходкевичів у XVI ст. на православних і католиків, серед Ходкевичів завжди зберігалась родова солідарність та ідентичність як одного «дому» (domus et familia). Це яскраво видно на прикладі створення Ходкевичами в 1510—1511 рр. православного Супрасльського монастиря як мавзолею і пантеону Ходкевичів та місця збереження церковної та історичної пам'яті роду. Саме в Супраслі зберігались головні родові документи та грамоти.

## Родовід
- Ходко Юрійович — литовсько-український боярин, відомий за документами сер. XV ст.
  - Тишко Ходкевич Кореневський
  - Павло Ходкевич — згаданий у 1476 р.
  - Іван (Івашка) Ходкевич (1430—1483) — державний та військовий діяч Великого князівства Литовського, київський воєвода (1480—1482), литовський маршалок.
    - Олександр Іванович Ходкевич (бл. 1475—1549) — воєвода Новогрудський (1544—1549)
      - Григорій Олександрович Ходкевич (бл. 1513—1572) — військовий і державний діяч Великого князівства Литовського.
        - Андрій Григорович (?—1575) — підстолій великий литовський
        - Олександр Григорович (?—1578) — староста гродненський і могильовський, дружина — Олександра Тишкевич
        - Олександра Григорівна (?—1570) — дружина польного гетьмана литовського і воєводи брацлавського Романа Федоровича Сангушко (1537—1571)
        - Ганна Григорівна (?—після 1595) — дружина Павла Івановича Сапіги, а після його смерті — Павла Паца.
        - Софія Григорівна — дружина Філона Семеновича Кміти.

      - Ієронім Олександрович Ходкевич (1500—1561) — віленський каштелян.
        - Ян-Єронім Єронімович Ходкевич (бл. 1537 — 4 серпня 1579) — віленський каштелян 
          - Ян Кароль Ходкевич (1560—1621) — військовий і політичний діяч Речі Посполитої, Великий гетьман литовський (1605—1621).
          - Олександр Єронімович Ходкевич (бл. 1560—1624) — державний і військовий діяч Речі Посполитої, воєвода троцький (1605—1624)

      - Юрій Олександрович Ходкевич (1524—1569) — каштелян троцький.
        - Юрій Юрійович Ходкевич — кравчий великий литовський (1588—1590), староста жемайтійський (1590—1595), маршалок Трибуналу Литовського (1594).
        - Ієронім Юрійович Ходкевич (1560—1617)
          - Ян-Єронім Єронімович Ходкевич (1585—1618)
          - Криштоф Єронімович Ходкевич (1590—1652) державний і військовий діяч Речі Посполитої. Хорунжий великий литовський (1611—1623), конюший литовський (1623—1633), каштелян троцький (1633—1636), каштелян віленський (1636—1642), воєвода віленський з 1642 року.
            - Олександр Криштоф Ходкевич (бл. 1618—1676) — канонік віленський, біскуп венденський.
            - Ян Казимир Ходкевич (бл. 1616—13 червні 1660) — конюший литовський (1633—1636), підчаший литовський (1636—1646), каштелян віленський (з 1646 р.). 1636 року одружився з Софією Пац.
              - Юрій Кароль Ходкевич (1637—1653)
              - Михайло Костянтин Ходкевич (1641—1653)
              - Анна Ходкевич (? — після 1690) — з 1661 р. дружина Юрія Яна Мнішека, воєводи віленського.
              - Тереза Ходкевич (1645—1672) — з 1667/1668 р. дружина Яна Бонавентури Красінського, воєводи плоцького.

            - Ієронім Кароль Ходкевич (1621—7 квітня 1650) — староста мозирський і блудненський. Дружина — Ізабелла Ласька.
              - Юрій Кароль Ходкевич (2 серпня 1646—1691) — староста блудненський, обозний великий литовський. Дружина — Маріанна Текля Нарушевич.
                - Ян Кароль Ходкевич (1686—26 грудня 1712) — староста блудненський, велюнський, довгельський і бейшагольський, полковник військ литовськи. 1710 року одружився з Цецилією Софією Сапігою.
                  - Адам Тадеуш Ходкевич (1711 — 3 серпня 1745) — воєвода берестейський (1735—1745). У 1738 р. одружився з Розалією Євою Чапською. Його потомки живуть і сьогодні.
                    - Ян Миколай Ходкевич (1738—1781) — граф на Шклові та Новій Миші, староста жмудський (1765—1781)
                      - Александер Францішек Ходкевич (4 червня 1776, Чорнобиль — 24 січня 1838, Млинів) — генерал, 1804 року купив збірку картин та бібліотеку разом з палацом Корнякта за 377000 золотих ринських, вивіз звідси картини та бібліотеку до свого маєтку у Млинові; 1816 року будинок продав князям Понінським[1][2].
                        - граф Карл та граф Мечислав — сини Олександра Ходкевича та Кароліни із Валевських, та донька Софія, графиня Оссолінська (Ревізские сказки, 1834 р)

                - Ізабелла Ходкевич, померла молодою.
                - Жоанна Ходкевич — дружина Казимира Заранека Горбовського.

              - Жоанна Ходкевич (1647—1684) — дружина Андрія Францішека Сапіги.

        - Костянтин Юрієвич Ходкевич (1540—1571)

      - Софія Олександрівна Ходкевич (?—1593) — 1-й чоловік підчаший литовський Станіслав Кезгайло, 2-й чоловік конюший надвірний литовський і коронний Ієронім Корецький
      - Олександра Олександрівна Ходкевич (?—бл. 1583), дружина воєводи новогрудського Павла Івановича Сапєги (пом. Тисяча п'ятсот сімдесят дев'ять).

    - Аграфена Іванівна — дружина мінського намісника, князя Богдана Івановича Заславського (1486–1528)
    - Якумила Іванівна — померла в татарському полоні.